# Marthe Le Rochois
Marthe Le Rochois, indicata anche come Marie  Le Rochois o semplicemente La Rochois (Caen, 1650 circa – Sartrouville, 8 ottobre 1728), è stata un soprano e insegnante francese appartenente all'Académie Royale de Musique.

## Carriera
Fu presentata a Jean-Baptiste Lully (che potrebbe essere stato il suo insegnante), forse dal suo suocero Michel Lambert, e divenne componente dell'Opéra di Parigi nel 1678. Cantò nelle opere di Lully, Pascal Collasse, Henri Desmarets, Marc-Antoine Charpentier, André Campra, Marin Marais e di André Cardinal Destouches. Ma le sue migliori interpretazioni le ottenne per il ritratto di Armide nell'opera di Lully e con Medea di Marc-Antoine Charpentier, uno dei ruoli più impegnativi del repertorio. Nel 1697, interpretò il personaggio di Venere nella tragedia operistica Venere e Adone del compositore Henry Desmarest.

## Ritiro
Si ritirò colma di onori nel 1698 nella sua proprietà a Sartrouville dove ricevette le Arti e Lettere All-Paris. Dopo essersi ritirata dal palcoscenico nel 1698, divenne insegnante, pur rimanendo attiva nel mondo delle arti. Tra i suoi studenti c'erano Marie Antier e Françoise Journet. Morì a Parigi nel 1728.

## Ruoli
- Arethusa in Proserpine di Jean-Baptiste Lully (Paris, 1680)
- Merope in Persée di Jean-Baptiste Lully (Paris, 1682)
- Arcabonne in Amadis di Jean-Baptiste Lully (Paris, 1684)
- Angéligue in Roland di Jean-Baptiste Lully (Paris, 1684)
- Armide in Armide di Jean-Baptiste Lully (Paris, 1686)
- Galatée in Acis et Galatée (Paris, 1686)
- Polixène in Achille et Polyxène di Jean-Baptiste Lully e Pascal Collasse (Paris, 1687)
- Thétis in Thétis et Pélée di Pascal Collasse (Paris, 1689)
- Lavinie in Enée et Lavinie di Pascal Collasse(Paris, 1690)
- Didon in Didon di Henri Desmarets (Paris, 1693)
- Medea in Médée di Marc-Antoine Charpentier (Paris, 1693)
- Ariane in Ariane et Bacchus di Marin Marais (Paris, 1696)
- Vénus in Vénus et Adonis di Henri Desmarets (Paris, 1697)
- Issé in Issé di André Cardinal Destouches (Paris, 1697)
- Roxane in L'Europe galante di André Campra (Paris, 1697)